# Christine Jones Forman
Christine Jones Forman (née le 3 février 1949) est astrophysicienne retraitée au Center for Astrophysics | Harvard & Smithsonian. Elle est une ancienne présidente de l'Union américaine d'astronomie et a été directrice du Consortium pour la révélation des mystères de l'univers de la Smithsonian Institution.

## Éducation et carrière
Au lycée, Forman a suivi le programme de mathématiques Ross, le programme d'été de mathématiques d'Arnold Ross (en) destiné aux élèves doués du secondaire. Elle a terminé ses études secondaires à West Carrollton, dans l'Ohio, avant de déménager à Cambridge, dans le Massachusetts, où elle a obtenu trois diplômes d'astrophysique à l'université Harvard : un Bachelor of Arts en 1971, un Master of Arts en 1972 et un doctorat en 1974. Pendant ses études, Forman a été à la fois chercheuse postdoctorale au Center for Astrophysics et chercheuse junior à Harvard.
Forman est astrophysicien au Smithsonian Astrophysical Observatory depuis 1973 et a précédemment dirigé le groupe de calibration de Chandra de 1990 à 2010. En 2010, Forman a été nommé directeur du Consortium pour la découverte des mystères de l'univers et est devenu l'un des quatre directeurs des consortiums de la Smithsonian Institution pour les quatre grands défis du plan stratégique.

## Honneurs
En 1985, Forman et son mari William R. Forman furent les premiers lauréats du prix Bruno-Rossi, une récompense décernée chaque année par l'Union américaine d'astronomie « pour une contribution significative à l'astrophysique des hautes énergies, avec un accent particulier sur les travaux récents et originaux ». Ils reçurent une récompense de 500 $ et un certificat « pour leur travail pionnier dans l'étude de l'émission de rayons X des galaxies de type précoce ».
En 2013, Forman est devenu le 14e récipiendaire du Secretary's Distinguished Research Lecture Award de la Smithsonian Institution.

## Vie privée
Forman est mariée à l'astrophysicien Bill Forman. Ensemble, ils ont trois enfants : Julia, Daniel et Miranda.